# Discografia de Nikki
A discografia de Nikki contém dois álbuns de estúdio, um extended plays, uma coletânea, além de singles de trabalho e promocionais.

## Álbuns

### Álbuns de estúdio
| Álbum           | Detalhes                                                                                           |
| --------------- | -------------------------------------------------------------------------------------------------- |
| Papa's Princess | - Lançamento: 4 de fevereiro de 2014 - Formatos: download digital - Gravadora: OH Produções        |
| Nikki           | - Lançamento: 24 de julho de 2015 - Formatos: CD, download digital - Gravadora: OH Produções, Sony |

### Extended plays(EP)
| Álbum                | Detalhes                                                                                           |
| -------------------- | -------------------------------------------------------------------------------------------------- |
| Sometimes - The Hits | - Lançamento: 13 de junho de 2013 - Formatos: CD, download digital - Gravadora: Independente       |
| Nikki                | - Lançamento: 10 de julho de 2015 - Formatos: EP, download digital - Gravadora: OH Produções, Sony |

## Singles

### Como artista principal
| Título                                                                   | Ano  | Álbum                         |
| ------------------------------------------------------------------------ | ---- | ----------------------------- |
| "Deep In My Heart"                                                       | 2011 | Não adicionado à nenhum álbum |
| "Call Me Bitch" (part. Patrick Sandim & Natalia Damini)                  | 2012 | Não adicionado à nenhum álbum |
| "Kiss Kiss Goodbye" (part. Tommy Love)                                   | 2012 | Papa's Princess               |
| "Sometimes"                                                              | 2013 | Papa's Princess               |
| "Acabou"                                                                 | 2014 | Papa's Princess               |
| "My Samba (Meu Samba)" (part. Breno Barreto)                             | 2014 | Papa's Princess               |
| "Vai Voltar" (part. Max B.O.)                                            | 2014 | Nikki                         |
| "You Won't Bring Me Down" (part. Allan Natal, Dream Kayris & Moka Blast) | 2015 | Nikki                         |
| "Sei Lá" (part. Leandro Buenno)                                          | 2015 | Nikki                         |
| "Não Faz Linha"                                                          | 2015 | Nikki                         |
| "Eu Faço Assim"                                                          | 2016 | Não adicionado à nenhum álbum |
| "Paz"                                                                    | 2016 | Não adicionado à nenhum álbum |
| "Sou Pop"                                                                | 2016 | Não adicionado à nenhum álbum |
| "Quero Ver" (part. Ruxell)                                               | 2017 | Não adicionado à nenhum álbum |

### Como artista convidada
| Título                                               | Ano  | Álbum                         |
| ---------------------------------------------------- | ---- | ----------------------------- |
| "Confusion" (Tommy Love part. Nikki)                 | 2009 | Não adicionado à nenhum álbum |
| "Give Me Some More" (DJ Morais part. Nikki)          | 2010 | Não adicionado à nenhum álbum |
| "Cha Cha Boom" (Breno Barreto part. Nikki)           | 2014 | Não adicionado à nenhum álbum |
| "Paradiso" (DJ Patrick Sandim e Amannda part. Nikki) | 2014 | Não adicionado à nenhum álbum |

### Singlespromocionais
| Título          | Ano  | Álbum           |
| --------------- | ---- | --------------- |
| "My Heart Says" | 2014 | Papa's Princess |
| "Me Valorizar"  | 2015 | Nikki           |
| "Despertar"     | 2015 | Nikki           |